# Фонарь, Исаак Моисеевич
Исаак Моисеевич Фонарь (Иван Михайлович Фонарёв; 1910—2002) — советский разведчик, капитан 2-го ранга (1951).

## Биография
Воспитывался в детском доме III Интернационала и затем учился в Доме еврейской рабочей молодёжи. В 1930 году закончил рабфак и работал слесарем, мастером цеха по ремонту и монтажу паровых турбин центральной электростанции Одессы.
С 1934 года на службе в ВМС РККА. С июня 1934 года по июнь 1938 года учёба в Военно-морском училище имени М. В. Фрунзе в Ленинграде. Окончив его с отличием был отправлен на Тихоокеанский флот. В 1938−1940 годах командир корабля специального назначения. В 1940−1945 годах старший офицер разведывательного отдела штаба Тихоокеанского флота. В ходе Великой Отечественной войны выполнял специальные задания командования в составе разведгруппы. Транспорт «Красный партизан» и рыбацкая шхуна, на которых служил Исаак Моисеевич, числились гражданскими судами, однако принадлежали Разведывательному отделу штаба Тихоокеанского флота. Совершая рейсы, они забирали информацию, заложенную в тайники, закладывали материалы для нелегалов, высаживали разведчиков на берега Китая, Кореи, Японской империи (являлся связным Рихарда Зорге), делали фотосъёмки интересующих разведку районов. В характеристике отмечалось, что «при проведении операций проявил смелость, решительность, упорство, основанные на расчётливости... при возможности достоин посылки на зарубежную работу по линии военно-морской разведки».
С мая по декабрь 1942 года учёба в Училище подготовки командиров штабной службы. В 1943 году провёл четыре смелые операции у берегов Кореи, в трёх случаях командовал шхуной разведывательного отдела. В течение 1944 года руководил проведением нескольких морских операций. В 1945 году, во время войны с Японской империей командовал разведывательной группой, участвовал в десанте в порт Юки и освобождении корейских городов Расин, Сейсин и Гензан. В 1945−1946 годах командир разведывательного подразделения в Гензане в Корее. С 1946 года служил в Порт-Артуре в Китае. Впоследствии служил на Дальнем Востоке — в Совгавани и на Сахалине. 
В 1952 направлен в Севастополь как начальник отдела тыла штаба Черноморского флота, капитан-диспетчер аварийно-спасательной службы Черноморского флота.

## Звания
- лейтенант;
- старший лейтенант;
- капитан-лейтенант;
- капитан 3-го ранга;
- капитан 2-го ранга (28 марта 1951).

## Награды
- орден Ленина;
- три ордена Красного Знамени;
- орден Отечественной войны 1-й степени;
- орден Красной Звезды;
- медаль "За боевые заслуги";
- другие медали.